# Lothlórien
Lothlorien je dom Galadriel i Celeborna i njihovog naroda - Galadhrima. Zlatna šuma, kako su Lothlorien još zvali, jedina je šuma mallorna u Međuzemlju. Vrijeme u Lothlorienu kao da nije prolazilo, budeći uspomene na davnu prošlost vilenjaka koji će uskoro potpuno nestati iz Međuzemlja.

## Osnovni podaci
Ime: Lothlórien (zemlja snova u cvatu), Lórien (zemlja snova), Lórinand (zlatna dolina), Laurelindórenan (dolina raspjevanog zlata) 

Vladari: Gospodar Celeborn i Gospa Galadriel

Geografski položaj: istočno od Maglenog gorja, između Srebrotoka i Anduina

Glavni grad: Caras Galadhon 

Ostala značajna mjesta: Cerin Amroth 

Stanovništvo: Galadhrimi (uglavnom Noldori i Sindari te nešto malo potomaka Laiquenda) 

Jezik: Sindarin, jezik šumskih vilenjaka do kraja Trećeg doba potpuno je nestao iz upotrebe

## Lothlorien kroz doba
Prije izlaska Sunca: Amdir, Nandorski vilenjak i njegovi sljedbenici osnovali su šumsko kraljevstvo Lothlórien. 

1375. Drugog doba: Galadriel napušta Eregion, i naseljava se u Lothlórienu jer se Gwaith-i-Mírdain (bratstvo vilenjačkih kovača) pobunilo protiv nje. Celeborn je ostao tamo još neko vrijeme.

1697. Drugog doba: Eregion je "pregažen" i Ost-in-Edhil (vilenjački grad u Eregionu) je pao. Celeborn bježi i povezuje se s Elrondovom vojskom. Sauron bi ih bio uništio da ga s leđa nisu napale združene snage Lothlóriena i Khazad-Duma predvođene Amrothom. Tako su kroz Zapadna vrata uspjeli pobjeći nazad u Lothlorien, Celeborn je bio među njima.

3431. Drugog doba: Lothlórien se pridružuje Posljednjem savezu ljudi i vilenjaka.

3434. Drugog doba: Polovica snaga iz Lothlóriena, uključujući i Gospodara Amdira, uništena je u Bici kod Dagorlada. Njegov sin Amroth postaje Gospodar Lothlóriena.

1980. Trećeg doba: Budi se Balrog iz Morie, i patuljci bježe iz Khazad-Duma.

1981. Trećeg doba: Mnogi vilenjaci iz Lothlóriena bježe na jug pred Sjenom iz Morie, gospodar Amroth i gospa Nimrodel bili su među njima. Nimrodel se izgubila na tom putu, a Amroth se shrvan tugom bacio s litice u more - nitko ih više nikad nije vidio. Celeborn postaje Gospodar, a Galadriel postaje Gospa od Lothloriena.

2460. Trećeg doba: Lothlórien zatvara granice pred vanjskim svijetom. čak i za pripadnike vilin-roda.

3018. – 3019. Trećega doba: U Ratu za Prsten Lothlórien su mnogo puta napadale Sauronove sluge iz Dol Guldura u Mrkodolu i svaki su put bile odbijene. Nakon pada Mordora vilenjaci iz Lothlóriena srušili su Dol Guldur i Mrkodol preimenovali u Zelenšumu. 

Kada je početkom Četvrtoga doba Galadriel napustila Međuzemlje a Celeborn poveo većinu Galadhrima u Zelenšumu i osnovao Istočni Lórien, Zlatna je šuma napuštena i čarobno svjetlo tog mjesta je izblijedilo.

## Opis
"Ondje su šume Lothloriena! - reče Legolas. - To je najljepše od svih obivališta moga naroda. Nigdje nema takvog drveća kao u tom kraju. Jer u jesen ondje ne opada lišće nego se samo pretvara u zlatnu boju. Lišće opada tek u proljeće, kad propupa novo zelenilo i kad se grane ispune žutim cvijećem, pa je tlo u šumi od zlata, i krov je nad njom od zlata, a debla su srebrna jer je kora drveća glatka i siva. Tako još kazuju naše pjesme u Mrkodolu. Bio bih najsretniji kad bih se u proljeće našao pod nadstrešnicom te šume!" (Prstenova družina, str. 395.)

Najljepše vilin-kraljevstvo koje je ostalo u Međuzemlju tijekom Trećeg doba, nalazilo se u zlatnoj šumi Lothlorien. Činilo se da vrijeme nema utjecaja na to kraljevstvo i da u njega ne može prodrijeti nikakvo zlo. Bio je to raj i mjesto za počinak onih koji su vjerovali u dobro i poštivali vladavinu Gospe i Gospodara Lothloriena. Zemlja vječnoga proljeća u kojoj je zrak bio kristalno bistar i čist, a kao da je građa od koje je ta zemlja bila istkana nekako intenzivnija i stvarnija od svijeta koji ju je okruživao. 

"Čim je stupio nogom na drugu obalu Srebrotoka, obuzelo ga je čudno osjećanje koje se produbljivalo što je išao dalje u Naith: činilo mu se kao da je prešao preko mosta vremena i dospio u neki zakutak staroga doba, pa da hoda po svijetu kojeg više nema. U Rivendellu je živjelo sjećanje na drevne stvari, a u Lorienu su drevne stvari još živjele u svijetu zbilje. Tu se zlo nekad vidjelo i čulo, znalo se za jade: vilenjaci su se bojali vanjskog svijeta i nisu mu vjerovali: vuci su zavijali na okrajcima šuma: ali na zemlji lorienskoj nije ležala nikakva sjena." (Prstenova družina, 412.)

U ovom šumskom kraljevstvu raslo je drveće mallorn zlatnih listova i srebrne kore. Bilo je to najviše i najljepše drveće u Međuzemlju i na njegovim su visokim granama vilenjaci Lothloriena, Galadhrimi, gradili svoje domove na platformama koje su zvali fletovi ili talani. 

"Na njemu su, poput dvostruke krune rasla dva kruga stabala: drveće je u vanjskom krugu imalo snježnobijelu koru i bilo bez lišća ali vrlo lijepo u svojoj skladnoj golotinji; unutarnji red su tvorili sve sami vrlo visoki mallorni, svejednako okićeni bijelim zlatom. Visoko među granjem ponajvišeg stabla što je stajalo u samoj sredini blistao je bijeli flet." (Prstenova družina, 413.)

## Caras Galadhon
"Pred njima se prostirao u veliku krugu širok prostor bez drveća koji se savijao u daljini na obje strane. Iza njega se dubok opkop gubio u nježnoj sjeni, ali je trava na njegovu rubu bila zelena kao da je još ozarena pri sjećanju na sunce što je zašlo. Na drugoj strani držao se vrlo visok zelen bedem što je opasivao zelen brijeg načičkan drvećem mallorn višim od svih onih koje su dotada vidjeli u tom kraju. Nemoguće je bilo procijeniti njihovu visinu, ali su stajali u suton kao živi tornjevi. Na njihovim razgranatim granama i usred vječno pokretnih krošnji blistala su nebrojena svjetla, zelena, zlatna i srebrna." (Prstenova družina, 417.) 

Sam Tolkien je u Prstenovoj družini u poglavlju "Galadrielino zrcalo" dao vrlo detaljan opis Caras Galadhona: 

"Dobro došli u Caras Galadhon! Ovo je galadhrimski grad u kojem stoluju gospodar Celeborn i Galadriel, Gospodarica Loriena. Ali ne možemo s ove strane unići, jer vrata nisu okrenuta na sjever. Moramo zaobići grad da dođemo do južne strane, a to nije kratak put jer je grad velik.' Put popločen bijelim kamenjem vodio je uz vanjski rub opkopa. Njime su krenuli na zapad. Grad se slijeva neprestano uspinjao poput zelena oblaka, a kako se noć spuštala, palilo se sve više svjetala sve dok im se nije učinilo da je cijeli grad u plamenu zvijezda. Napokon su stigli do bijelog mosta, a kad su prešli preko njega, našli su se pred velikim gradskim vratima okrenutim na jugozapad, i ugrađenim među krajeve zidina što su se tu spajale. Vrata bijahu visoka i čvrsta i okićena mnogobrojnim svjetiljkama." (Prstenova družina, 417.)

Zatim slijedi opis najvećeg od svih mallorna na kojem su se nalazili dvori u kojima su stolovali Celeborn i Galadriel. 

"Odaja bijaše ispunjena blagim svjetlom; zidovi joj bili zeleni i srebrni a svod zlatan. U njoj je sjedilo mnogo vilenjaka. Na dvije stolice uz deblo, ispod baldahina od živog granja, sjedili su jedno uz drugo Celeborn i Galadriel. Ustali su da pozdrave goste, na vilenjački način, čak i oni koji su smatrani moćnim kraljevima." (Prstenova družina, 418-419.)

## Cerin Amroth
Sjeverozapadno od Caras Galadhona, u samom srcu šume, nalazio se brežuljak obrastao travom zelenom kao u proljeće u staro doba, znan kao Cerin Amroth. Na brežuljku je tijekom cijele godine cvjetalo cvijeće - elanor i niphredil. 

"Gledajte! Stigli ste do Cerin Amrotha - reče Haldir. - Ovo je samo srce staroga kraljevstva koje je ovdje postojalo prije mnogo vremena, a tu je i brežuljak Amrothov na kojem je u sretnijim vremenima podignuta njegova visoka kuća. Ovdje vječito cvjeta zimsko cvijeće u travi koja ne vene: žuti elanor i blijedi niphredil." (Prstenova družina, 413.) 

I s tog je mjesta dopirala snaga i svjetlost koje su bili poput onih u Neumirućim zemljama u Doba drveća. 

"Činilo mu se da je izašao kroz neki visoki prozor koji gleda na iščeznuli svijet, obasjan svjetlom za koje njegov jezik nema prave riječi. Sve što je vidio bijaše skladnih oblika, ali se činilo da su oblici u isti mah jasno izrezani, kao da su zamišljeni i naslikani onog trenutka kad su mu odvezali oči, i prastari kao da odvajkada ovdje stoje." (Prstenova družina, 412.) 
 

Na tom je mjestu Aragorn prvi puta ugledao Arwen nakon duge razdvojenosti, a na isto je mjesto Arwen došla umrijeti u tuzi za pokojnim mužem.

## Galadhrimi
U Zlatnoj šumi se nalazilo skriveno vilenjačko kraljevstvo Galadhrima, "naroda drveća". Galadhrimi nisu gradili moćne kule od kamena. Ustvari, oni su za većinu ljudi živjeli nevidljivo u svom šumskom kraljevstvu, gdje su nosili vilenjačke ogrtače koji su ih skrivali od pogleda. Koristeći konopce i poznavajući šumu, nisu osjećali potrebu za mostovima i putevima. Galadhrimi su bili uglavnom Šumski vilenjaci, ali njihovi su gospodari bili sindarski i noldorski velikaši. 

Njihov je Gospodar bio Celeborn, rođak Thingola, i on je bio najveći gospodar Sindara u Međuzemlju. Njegova je Gospa bila Galadriel, kćerka Finarfina, Uzvišenog kralja Noldora, i sestra Finroda Felagunda. U Trećemu dobu ona je bila najviša od plemstva među svim vilenjacima u Smrtnim zemljama. 

Moć Galadhrima pod takvim vladarima bila je velika. Lothlorien je bio zaštićen od zla silom po uzoru na Melianin pojas oko Doriatha. Jer, Galadriel je bila nositeljica drugoga (od tri) vilenjačkog prstena - Nenye, Prstena vode - i njezina je moć odgađala djelovanje protoka vremena na to Zlatnu šumu. 

S uništenjem Prstena, oslabjela je i moć tri vilenjačka prstena, a Galadriel je otišla u Neumiruće zemlje. Velika svjetlost Lothloriena je također oslabila i vrijeme ga je ponovno otkrilo. Galadhrimi su ponovno postali lutalački narod i stopili su se sa svojom šumskom braćom s Istoka. 

## Citati
* Prstenova družina, Algoritam, Zagreb 2002., sedmo izdanje